# 熱帶風暴巴威 (2015年)
| 太平洋颱風季             |
| 主題頁 - 專題 - 編輯指南 |

熱帶風暴巴威（英語：Tropical Storm Bavi，國際編號：1503，聯合颱風警報中心：WP032015，菲律賓大氣地球物理和天文服務管理局：Betty）為2015年太平洋颱風季第三個被命名的風暴。「巴威」一名是由越南所提供，是指位於河內市巴位縣的巴位山脈，峰頂高達1281米，該處有一國家公園。

## 發展過程

### 形成初期發展緩慢
2015年3月6日，一個低壓區在基里巴斯東北方海面上生成，美國海軍研究實驗室給予擾動編號97W。該處環境一般，海水溫度偏低，垂直風切偏高令該系統發展緩慢，副熱帶高壓脊今該系統以時速約25至30公里向西移動，並逐漸靠近菲律賓。同日上午7時30分，聯合颱風警報中心對其在24小時內形成為熱帶氣旋的機會評為「低」，至翌日下午2時，提升為「中」。同時，日本氣象廳率先將其升格為熱帶低氣壓。11日上午8時，日本氣象廳對其發出烈風警報。同時下午1時，聯合颱風警報中心將其評級進一步提升為「高」，並同步發佈熱帶氣旋形成警報。下午8時，聯合颱風警報中心將其升格為熱帶低氣壓，並給予編號03W。日本氣象廳亦於翌日凌晨2時將其升格為熱帶風暴，並命名為巴威。
同時，聯合颱風警報中心及中央氣象台將其升格為熱帶風暴。中央氣象局亦將其升格為輕度颱風。

### 逐漸減弱最終消散
14日下午5時，巴威逐漸增強，中央氣象台將其升格為強熱帶風暴（後於最佳路徑中遭撤銷），巴威達到頂峰，並維持了2日。16日上午2時，中央氣象台將其降回熱帶風暴。下午4時，巴威進入香港天文台的責任範圍，香港天文台將其評為熱帶風暴。
巴威逐漸減弱，聯合颱風警報中心、香港天文台分別於17日下午8時、18日4時將其降格為熱帶低氣壓。日本氣象廳和中央氣象局亦同時於18日2時作出此降格，當中中央氣象局對其停止編號。上午8時，聯合颱風警報中心對其發出最後的警報。巴威繼續減弱，香港天文台19日上午四時將其降為低壓區，中央氣象局於22時凌晨2時跟隨。
3月19日上午4時，香港天文台將其降格為低壓區。日本氣象廳於23日下午8時表示巴威已經減弱消散。

### 事後
其後，於香港天文台所發佈的最佳路徑中，香港天文台把巴威的風速上調為每小時85公里。但由於巴威的巔峰強度在香港天文台責任範圍外出現，故此無法判斷香港天文台是真正把巴威的巔峰強度上調，還是只是反映香港天文台責任範圍外而未有公開的數據，直至香港天文台發表二月熱帶氣旋概述，表示「巴威於3月14日下午達到其最高強度，中心附近最高持續風速估計為每小時85公里。」

## 影響

### 菲律賓
3月17日上午11時，菲律賓大氣地球物理和天文服務管理局將已進入責任範圍的巴威評級為熱帶風暴，並命名為Betty（貝蒂），開始發佈第一報熱帶氣旋資訊。
3月19日上午5時，菲律賓大氣地球物理和天文服務管理局將其降格為低壓區，並發佈最後一報（第5報）熱帶氣旋資訊。

## 外部連結
- （日語）日本氣象廳首頁 （页面存档备份，存于）
- （英文）聯合颱風警報中心首頁 （页面存档备份，存于）
- （简体中文）中央氣象台首頁
- （繁體中文）中央氣象局首頁 （页面存档备份，存于）
- （繁體中文）香港天文台首頁 （页面存档备份，存于）
- （繁體中文）澳門地球物理暨氣象局首頁 （页面存档备份，存于）
- （英文）菲律賓大氣地球物理和天文管理局首頁 （页面存档备份，存于）